# パウリ行列
パウリ行列（パウリぎょうれつ、英: Pauli matrices）、パウリのスピン行列（パウリのスピンぎょうれつ、英: Pauli spin matrices）とは、下に挙げる3つの複素2次正方行列の組のことである。σ（シグマ）で表記されることが多い。量子力学のスピン角運動量や、部分偏極状態の記述方法に関連が深い。1927年に物理学者ヴォルフガング・パウリによって、スピン角運動量の記述のために導入された。
{\displaystyle \sigma _{1}=\sigma _{x}={\begin{bmatrix}0&1\\1&0\end{bmatrix}}{\mbox{, }}\quad \sigma _{2}=\sigma _{y}={\begin{bmatrix}0&-i\\i&0\end{bmatrix}}{\mbox{, }}\quad \sigma _{3}=\sigma _{z}={\begin{bmatrix}1&0\\0&-1\end{bmatrix}}}
添字は数学では 1, 2, 3 が、物理学では x, y, z が使われる。座標系によっては添字と3つの行列の対応が違ったり、あるいは符号が違ったり、さらには一見全く違って見えることもあるが、本質的な性質は変わらない。
上記3つに単位行列 I を加えた4つの行列をパウリ行列と呼ぶこともある。
{\displaystyle \sigma _{0}=I={\begin{bmatrix}1&0\\0&1\end{bmatrix}}}

## 基本的な性質
パウリ行列は次の性質を満たす。

### エルミート性・ユニタリ性
パウリ行列は
{\displaystyle {\sigma _{k}}^{\dagger }=\sigma _{k}\qquad (k=1,2,3)}
を満たすエルミート行列であり、
{\displaystyle {\sigma _{k}}^{\dagger }\sigma _{k}=\sigma _{k}{\sigma _{k}}^{\dagger }=I\qquad (k=1,2,3)}
を満たすユニタリ行列でもある。

### パウリ行列の積
パウリ行列の自乗は単位行列に等しい。
{\displaystyle {\sigma _{1}}^{2}={\sigma _{2}}^{2}={\sigma _{3}}^{2}=I}
また相異なるパウリ行列同士の積は次の関係を満たす。
{\displaystyle \sigma _{1}\sigma _{2}=-\sigma _{2}\sigma _{1}=i\sigma _{3},\quad \sigma _{2}\sigma _{3}=-\sigma _{3}\sigma _{2}=i\sigma _{1},\quad \sigma _{3}\sigma _{1}=-\sigma _{1}\sigma _{3}=i\sigma _{2}}
すなわち i, j, k = 1, 2, 3 について
{\displaystyle {\begin{cases}{\sigma _{i}}^{2}&=I=-i\sigma _{1}\sigma _{2}\sigma _{3}\\\sigma _{i}\sigma _{j}&=-\sigma _{j}\sigma _{i}\qquad (i\neq j)\end{cases}}}
が成り立つ。ここでクロネッカーのデルタ δij とエディントンのイプシロン εijk を用いれば、これらをまとめて
{\displaystyle \sigma _{i}\sigma _{j}=\delta _{ij}I+i\textstyle \sum \limits _{k=1}^{3}\varepsilon _{ijk}\sigma _{k}\qquad (i,j,k=1,2,3)}
と書くことができる。

### 交換関係・反交換関係
パウリ行列の交換関係と反交換関係は一般的に
{\displaystyle {\begin{aligned}[][\sigma _{i},\sigma _{j}]&=\sigma _{i}\sigma _{j}-\sigma _{j}\sigma _{i}=2i\textstyle \sum \limits _{k=1}^{3}\epsilon _{ijk}\sigma _{k},\\\{\sigma _{i},\sigma _{j}\}&=\sigma _{i}\sigma _{j}+\sigma _{j}\sigma _{i}=2\delta _{ij}I\end{aligned}}}
となる。
| 交換関係 | 反交換関係 |
| --- | --- |
| {\displaystyle {\begin{aligned}\left[\sigma _{1},\sigma _{1}\right]&=0\\\left[\sigma _{1},\sigma _{2}\right]&=2i\sigma _{3}\\\left[\sigma _{2},\sigma _{3}\right]&=2i\sigma _{1}\\\left[\sigma _{3},\sigma _{1}\right]&=2i\sigma _{2}\end{aligned}}} | {\displaystyle {\begin{aligned}\left\{\sigma _{1},\sigma _{1}\right\}&=2I\\\left\{\sigma _{1},\sigma _{2}\right\}&=0\\\left\{\sigma _{2},\sigma _{3}\right\}&=0\\\left\{\sigma _{3},\sigma _{1}\right\}&=0\end{aligned}}} |

### 固有値・固有ベクトル
それぞれのパウリ行列は、固有値 +1 と −1 を持つ。それぞれの規格化された固有ベクトルは、
{\displaystyle {\begin{alignedat}{4}&|\sigma _{1,+}\rangle ={}&{\frac {1}{\sqrt {2}}}&{\begin{bmatrix}1\\1\end{bmatrix}},&\qquad &|\sigma _{1,-}\rangle ={}&{\frac {1}{\sqrt {2}}}&{\begin{bmatrix}1\\-1\end{bmatrix}}\\&|\sigma _{2,+}\rangle ={}&{\frac {1}{\sqrt {2}}}&{\begin{bmatrix}1\\i\end{bmatrix}},&&|\sigma _{2,-}\rangle ={}&{\frac {1}{\sqrt {2}}}&{\begin{bmatrix}1\\-i\end{bmatrix}}\\&|\sigma _{3,+}\rangle ={}&&{\begin{bmatrix}1\\0\end{bmatrix}},&&|\sigma _{3,-}\rangle ={}&&{\begin{bmatrix}0\\1\end{bmatrix}}\end{alignedat}}}
である。

### トレース・行列式
パウリ行列 σk (k = 1, 2, 3) のトレース (Tr) は 0 となり、行列式 (det) は −1 となる。
{\displaystyle {\begin{aligned}\operatorname {Tr} (\sigma _{k})&=0\\\det(\sigma _{k})&=-1\end{aligned}}}
2次単位行列 σ0 = I を含めた場合、
{\displaystyle {\begin{aligned}\operatorname {Tr} (\sigma _{0})&=2\\\det(\sigma _{0})&=1\end{aligned}}}
である。
単位行列を含めたパウリ行列 σμ (μ = 0, 1, 2, 3) について、
{\displaystyle \operatorname {Tr} (\sigma _{\mu }\sigma _{\nu })=2\delta _{\mu \nu }\quad (\mu ,\nu =0,1,2,3)}
が成り立つ。よって、複素2次正方行列空間 Mat(2,C) において、単位行列を含めたパウリ行列はヒルベルト＝シュミット内積 ⟨A, B⟩ = Tr(A†B) について、直交する。

## 複素行列の展開
複素2次正方行列空間 Mat(2,C) において、単位行列を含むパウリ行列は直交基底をなす。よって、任意の複素2次行列 A は単位行列を含むパウリ行列 σμ (μ = 0, 1, 2, 3) の線形結合として、次の形で書ける。
{\displaystyle A=s_{0}I+s_{1}\sigma _{1}+s_{2}\sigma _{2}+s_{3}\sigma _{3}=\textstyle \sum \limits _{\mu =0}^{3}s_{\mu }\sigma _{\mu }}
ここで複素係数 sμ は
{\displaystyle s_{\mu }={\frac {1}{2}}\operatorname {Tr} (A\sigma _{\mu })\quad (\mu =0,1,2,3)}
で与えられる。
また、任意の2次エルミート行列 A は単位行列を含むパウリ行列の線形結合で書いたとき、係数 sμ は実数になる。
部分偏極状態を表現するコヒーレンス行列はエルミート行列であるが、これをパウリ行列で展開した係数を要素とするベクトル（実ベクトル）はストークスベクトルと呼ばれる。ストークスベクトルは、ある種の射影空間であるポアンカレ球の座標系を作る。

## 指数関数
パウリ行列の性質
{\displaystyle {\sigma _{i}}^{2}=I}
から、その行列指数関数はオイラーの公式の類似である関係式
{\displaystyle \exp(ia\sigma _{i})=I\cos a+i\sigma _{i}\sin a\quad (a\in \mathbb {C} )}
を満たす。
さらに実ベクトル a→ = (a1, a2, a3) ∈ R3 とパウリ行列の組 σ→ = (σ1, σ2, σ3) に対し、
{\displaystyle \exp(i{\vec {a}}\cdot {\vec {\sigma }})=I\cos {|{\vec {a}}|}+i({\vec {n}}\cdot {\vec {\sigma }})\sin {|{\vec {a}}|}}
が成り立つ。ただし、n→ は
{\displaystyle {\vec {n}}={\frac {1}{|{\vec {a}}|}}(a_{1},a_{2},a_{3})}
で与えられる単位ベクトルである。
a→ が実ベクトルの場合、exp(i a→⋅σ→) は2次特殊ユニタリ群 SU(2) の元となる。これはパウリ行列に虚数単位を乗じた iσk (k = 1, 2, 3) が SU(2) に対応するリー代数 𝔰𝔲(2) の基底であることによる。

## SU(2)の生成子
パウリ行列は、行列式を 1 とする 2次ユニタリ行列がなす2次特殊ユニタリ群 SU(2) に対応するリー代数 𝔰𝔲(2) の生成子である。パウリ行列に −i/2 を乗じた
{\displaystyle {\begin{aligned}X_{1}&=-{\frac {i}{2}}\sigma _{1}={\begin{bmatrix}0&-i/2\\-i/2&0\end{bmatrix}}\\X_{2}&=-{\frac {i}{2}}\sigma _{2}={\begin{bmatrix}0&-1/2\\1/2&0\end{bmatrix}}\\X_{3}&=-{\frac {i}{2}}\sigma _{3}={\begin{bmatrix}-i/2&0\\0&i/2\end{bmatrix}}\end{aligned}}}
は 𝔰𝔲(2) の基底であり、交換関係
{\displaystyle [X_{1},X_{2}]=X_{3},\,[X_{2},X_{3}]=X_{1},\,[X_{3},X_{1}]=X_{2}}
を満たす。𝔰𝔲(2) はトレースが 0 かつ反エルミート
{\displaystyle {\begin{aligned}\operatorname {Tr} (X)&=0\\X^{\dagger }&=-X\end{aligned}}}
である元 X から構成されるが、X1, X2, X3 はこの性質を満たす。コンパクトで連結な線形リー群である
SU(2) の任意の元は、リー環の指数写像によって、
{\displaystyle \exp(\sum \limits _{k=1}^{3}t_{k}X_{k})\quad (t_{1},t_{2},t_{3}\in \mathbb {R} )}
の形で与えることができる。

## スピン角運動量
量子力学において、パウリ行列はスピン 1/2 の角運動量演算子の表現に現れる。角運動量演算子 J1, J2, J3 は交換関係
{\displaystyle [J_{1},J_{2}]=i\hbar J_{3},\,[J_{2},J_{3}]=i\hbar J_{1},\,[J_{3},J_{1}]=i\hbar J_{2}}
を満たす。ただし、ℏ = h/2π はディラック定数である。エディントンのイプシロン εijk を用いれば、この関係式は
{\displaystyle [J_{i},J_{j}]=i\hbar \textstyle \sum \limits _{k=1}^{3}\varepsilon _{ijk}J_{k}}
と表すことができる。ここで、
{\displaystyle {\begin{aligned}J_{1}^{1/2}&={\frac {\hbar }{2}}\sigma _{x}={\frac {\hbar }{2}}{\begin{bmatrix}0&1\\1&0\end{bmatrix}}\\J_{2}^{1/2}&={\frac {\hbar }{2}}\sigma _{y}={\frac {\hbar }{2}}{\begin{bmatrix}0&-i\\i&0\end{bmatrix}}\\J_{3}^{1/2}&={\frac {\hbar }{2}}\sigma _{z}={\frac {\hbar }{2}}{\begin{bmatrix}1&0\\0&-1\end{bmatrix}}\end{aligned}}}
を導入すると、これらは上記の角運動量演算子の交換関係を満たしている。J1, J2, J3 の交換関係はゼロではないため、同時に対角化できないが、この表現は J3 を選び対角化している。J31/2 の固有値は +ℏ/2, −ℏ/2 であり、スピン 1/2 の状態を記述する。

## ガンマ行列の表現
パウリ行列はガンマ行列の特定の表現を構成するのに用いられる。ガンマ行列 σμ (μ= 0, 1, 2, 3) は反交換関係
{\displaystyle \{\gamma ^{\mu },\gamma ^{\nu }\}=\gamma ^{\mu }\gamma ^{\nu }+\gamma ^{\nu }\gamma ^{\mu }=2g^{\mu \nu }I}
を満たすものとして定義される。ただし、I は単位元であり、gμν (μ, ν = 0, 1, 2, 3) は4次元時空のミンコフスキー計量 g = (gμν) = diag(+1, −1, −1, −1) である。このとき、2次単位行列 I2 とパウリ行列により、4次正方行列
{\displaystyle \gamma ^{0}={\begin{bmatrix}I_{2}&0\\0&-I_{2}\\\end{bmatrix}},\,\gamma ^{j}={\begin{bmatrix}0&\sigma _{j}\\-\sigma _{j}&0\end{bmatrix}}\quad (j=1,2,3)}
を導入すると、これらは上記の反交換関係を満たし、ガンマ行列の表現を与える。これをガンマ行列のディラック表現と呼ぶ。これは次の直積に対する4次正方行列表現である。
{\displaystyle \gamma ^{0}=\sigma _{3}\otimes I_{2},\,\gamma ^{j}=i\sigma _{2}\otimes \sigma _{j}\quad (j=1,2,3)}

## 順時固有ローレンツ群とSL(2,C)
パウリ行列は順時固有ローレンツ群 L↑+ とその普遍被覆群である2次特殊線形群 SL(2, C) を対応づけるのに用いられる。ローレンツ群 L = O(3, 1) は一般線形群 GL(4, R) の元 Λ で4次元時空のミンコフスキー計量 g = (gμν) = diag(+1 ,−1, −1, −1) (μ, ν = 0, 1, 2, 3) に対し、ΛTgΛ = g を満たし、ミンコフスキー内積を保つものから成る。
{\displaystyle L=\{\Lambda \in GL(4,\mathbb {R} )|\,\Lambda ^{T}g\Lambda =g\}}
一方、順時固有ローレンツ群 L↑+ = SO+(3, 1) はローレンツ群の連結な正規部分群であり、00成分と行列式の符号についての条件から
{\displaystyle L_{+}^{\uparrow }=\{\Lambda \in L|\,\Lambda _{00}\geq 1,\det {\Lambda }=1\}}
として、定義される。ここで4元ベクトル x = (x0, x1, x2, x3) に対し、パウリ行列 σ0 = I, σ→ = (σ1, σ2, σ3) により、2次正方行列
{\displaystyle X=\textstyle \sum \limits _{\mu =0}^{3}\sigma _{\mu }x^{\mu }=x^{0}I+{\vec {x}}\cdot {\vec {\sigma }}={\begin{bmatrix}x^{0}+x^{3}&x^{1}+ix^{2}\\x^{1}-ix^{2}&x^{0}-x^{3}\end{bmatrix}}}
を導入する。その行列式は
{\displaystyle \det X=(x^{0})^{2}-(x^{1})^{2}-(x^{2})^{2}-(x^{3})^{2}}
であり、ミンコフスキー内積 ⟨x, x⟩ を与える。ここで SL(2, C) の元 A により、変換
{\displaystyle X'=AXA^{\dagger }}
を定義すると、
{\displaystyle \det X'=\det X}
であり、ミンコフスキー内積を保ち、順時固有ローレンツ変換 Λ(A) を与える。さらに、±A は同じローレンツ変換 Λ(A) = Λ(−A) を与えることから、これは SL(2, C) から L↑+ への2対1の準同型写像を与える。その核は Z2 = {±1} であり、群の同型対応
{\displaystyle SL(2,\mathbb {C} )/\mathbb {Z} _{2}\cong L_{+}^{\uparrow }}
が成り立つ。

## 四元数の表現
パウリ行列により、四元数の2次正方行列表現を与えることができる。
{\displaystyle e_{k}=-i\sigma _{k}\quad (k=1,2,3)}
を導入すると、関係式
{\displaystyle {e_{1}}^{2}={e_{2}}^{2}={e_{3}}^{2}=-I}
{\displaystyle e_{1}e_{2}=-e_{2}e_{1}=e_{3},\,e_{2}e_{3}=-e_{3}e_{2}=e_{1},\,e_{3}e_{1}=-e_{1}e_{3}=e_{2}}
を満たす。これは四元数の基底元 i, j, k が満たす関係式
{\displaystyle i^{2}=j^{2}=k^{2}=-1}
{\displaystyle ij=-ji=k,\,jk=-kj=i,\,ki=-ik=j}
と対応する。四元数環 H から複素行列環 Mat(2,C) へのR-線形写像
{\displaystyle a1+bi+cj+dk\mapsto aI+be_{1}+ce_{2}+de_{3}\ \quad (a,b,c,d\in \mathbb {R} )}
は和と積と保ち、四元数の2次正方行列表現を与える。この像は
{\displaystyle M=\left\{{\begin{bmatrix}a-di&-(c+bi)\\c-bi&a+di\end{bmatrix}}\,{\Biggl |}\,a,b,c,d\in \mathbb {R} \right\}=\left\{{\begin{pmatrix}\alpha &\beta \\-{\bar {\beta }}&{\bar {\alpha }}\end{pmatrix}}\,{\Biggl |}\,\alpha ,\beta \in \mathbb {C} \right\}}
であり、H と M は R-多元環として同型である。